# سیارک ۱۴۴۹۲
سیارک ۱۴۴۹۲ (به انگلیسی: 14492 Bistar، نامگذاری:1994VM6)۱۴۴۹۲مین سیارک کشف شده‌است که در ۰۴ نوامبر ۱۹۹۴ کشف شد.